# Schistostege dioszeghyi
Schistostege dioszeghyi är en fjärilsart som beskrevs av Kovacs 1957. Schistostege dioszeghyi ingår i släktet Schistostege och familjen mätare. Inga underarter finns listade.